# Јерменија на Европском првенству у атлетици у дворани 2017.
Јерменија је учествовала на 34. Европском првенству у дворани 2017 одржаном у Београду, Србија, од 3. до 5. марта. Ово је било десето Европско првенство у атлетици у дворани од 1996. године када је Јерменија први пут учествовала, пропустила је првенство одржано 2002 године. Репрезентацију Јерменије представљало је 5 спортиста (3 мушкарца и 2 жене) који су се такмичили у 5 дисциплина (3 мушке и 2 женске).
На овом првенству представници Јерменије нису освојили ниједну медаљу нити су остварили неки резултат.

## Учесници
| Мушкарци: - Tigran Mkrtchyan — 800 м - Yervand Mkrtchyan — 1.500 м - Левон Агхасиан — Троскок | Жене: - Gayane Chiloyan — 60 м - Амалија Саројан — 400 м |  |

## Резултати

### Мушкарци
| Атлетичар         | Дисциплина | Лични рекорд | Квалификације | Квалификације | Полуфинале           | Полуфинале           | Финале               | Финале  | Детаљи |
| Атлетичар         | Дисциплина | Лични рекорд | Резултат      | Место         | Резултат             | Место                | Резултат             | Место   | Детаљи |
| ----------------- | ---------- | ------------ | ------------- | ------------- | -------------------- | -------------------- | -------------------- | ------- | ------ |
| Арсен Саргсјан    | 800 м      | 1:51,94 НР   | 1:53,54       | 5. у гр. 4    | Није се квалификовао | Није се квалификовао | Није се квалификовао | 23 / 24 |        |
| Yervand Mkrtchyan | 1.500 м    | 3:54,18 НР   | 3:54,53       | 9. у гр. 1    |                      |                      | није се квалификовао | 20 / 22 |        |
| Левон Агхасиан    | Троскок    | 16,59        | без пласмана  | без пласмана  | није се квалификовао | није се квалификовао |                      |         |        |

### Жене
| Атлетичарка     | Дисциплина | Лични рекорд | Квалификације | Квалификације | Полуфинале            | Полуфинале            | Финале                | Финале       | Детаљи |
| Атлетичарка     | Дисциплина | Лични рекорд | Резултат      | Место         | Резултат              | Место                 | Резултат              | Место        | Детаљи |
| --------------- | ---------- | ------------ | ------------- | ------------- | --------------------- | --------------------- | --------------------- | ------------ | ------ |
| Gayane Chiloyan | 60 м       | 7,54 НР      | 7,58          | 7. у гр. 5    | нису се квалификовале | нису се квалификовале | нису се квалификовале | 36 / 37 (38) |        |
| Амалија Саројан | 400 м      | 54,24 НР     | 56,07 ЛРС     | 5. у гр. 1    | нису се квалификовале | нису се квалификовале | нису се квалификовале | 29 / 29 (31) |        |